# Patrice Bianchi
Patrice Bianchi (ur. 10 kwietnia 1969 w Bourg-Saint-Maurice) – francuski narciarz alpejski. Najlepsze wyniki w Pucharze Świata osiągnął w sezonie 1991/1992, kiedy to zajął 31. miejsce w klasyfikacji generalnej, a w klasyfikacji slalomu był piąty. Najlepszym wynikiem Bianchiego na mistrzostwach świata było 7. miejsce w slalomie podczas mistrzostw świata w Saalbach. Startował w slalomie specjalnym na Igrzyskach Olimpijskich w Albertville 1992, ale nie ukończył pierwszego przejazdu.

## Sukcesy

### Puchar Świata

#### Miejsca w klasyfikacji generalnej
- 1989/1990 – 59.
- 1990/1991 – 70.
- 1991/1992 – 31.
- 1992/1993 – 56.
- 1993/1994 – 140.

#### Miejsca na podium
1. Garmisch-Partenkirchen – 13 stycznia 1992 (slalom) – 1. miejsce
2. Kitzbühel – 19 stycznia 1992 (slalom) – 2. miejsce
3. Madonna di Campiglio – 15 grudnia 1992 (slalom) – 1. miejsce